# Lijst van televisiekanalen in Duitsland
Lijst van Duitse televisiekanalen:

## Openbare omroepen

### ARD
De ARD ( Arbeitsgemeinschaft der öffentlich-rechtlichen Rundfunkanstalten der Bundesrepublik Deutschland) een samenwerkingsverband van de regionale omroepen en de wereldomroep Deutsche Welle.
- Das Erste (nationaal televisiekanaal van de ARD-omroepen)
- ARD-alpha - onderwijskanaal, met televisiecursussen
- One
- Tagesschau24
- Dritten Fernsehprogramme (regionale televisiekanalen van de ARD-omroepen)
  - Bayerischer Rundfunk (BR)
    - BR Fernsehen

  - Hessischer Rundfunk (HR)
    - hr-fernsehen

  - Mitteldeutscher Rundfunk (MDR)
    - MDR Fernsehen

  - Norddeutscher Rundfunk (NDR)
    - NDR Fernsehen

  - Radio Bremen (RB)
    - Radio Bremen TV

  - Rundfunk Berlin-Brandenburg (RBB)
    - RBB Fernsehen

  - Saarländischer Rundfunk (SR)
    - SR Fernsehen

  - Südwestrundfunk (SWR)
    - SWR Fernsehen

  - Westdeutscher Rundfunk (WDR)
    - WDR Fernsehen

### ZDF
- ZDF (Zweites Deutsches Fernsehen) - publiek, Duitsland
- ZDFinfo
- ZDFneo

### Overige
- KiKA Der Kinderkanal - publieke kinderzender van ARD & ZDF
- Phoenix - publieke informatiezender van ARD & ZDF
- ARTE - publieke cultuurzender van ARD, ZDF & France Télévisions (Frankrijk)
- 3sat - publieke cultuurzender van ARD, ZDF, ORF (Oostenrijk) & SRF (Zwitserland)

## Private omroepen
Mediengruppe RTL Deutschland
- RTL Television
- Nitro
- VOX
- Super RTL
- n-tv (nieuws en economie)
- RTL Up

RTL Group en Bauer Media Group en Tele München
- RTL II

ProSiebenSat.1 Media
- Sat.1
- Kabel eins
- ProSieben
- sixx
- Sat.1 Gold
- ProSieben Maxx
- Kabel eins Doku

WeltN24
- Welt (documentaires en nieuws)

MTV Networks
- VIVA
- Comedy Central Deutschland
- MTV Central (Germany)
- Nick

Andere omroepen
- Bloomberg TV Deutschland (economie, beurs)
- Sport1 (sportzender)
- DMAX (documentaties)
- Deutsches Wetterfernsehen
- TV Travel Shop Deutschland
- Sonnenklar TV (reizen)
- HSE24
- QVC D
- Channel 21 SHOP
- Tele 5
- Disney Channel
- CNBC D (economie)
- 123 TV
- Astro TV
- Bahn TV
- Bibel TV
- K-TV (kerkelijke zender)
- tv gusto (eten & drinken)

## Belangrijke regionale omroepen
- rheinmaintv (Frankfurt am Main, omgeving)
- Hamburg 1 (Hamburg)
- tv Berlin
- RNF plus (Mannheim, Karlsruhe)
- nrw.tv
- München.tv
- cityinfo tv

## Betaal-tv
- Sky (Duitsland)
  - Sky Cinema (filmzenders)
  - Sky Action
  - Sky Comedy
  - Sky Krimi (misdaad)
  - Sky Emotion
  - Sky Nostalgie
  - Sky Cinema Hits
  - MGM Television
  - Discovery Channel
  - Spiegel Geschichte
  - Silverline (filmzender)
  - Kinowelt (filmzender)
  - Playboy TV
  - Planet (documentaties)
  - Goldstar TV (schlager)
  - Heimatkanal
  - Spiegel.tv (documentarties)
  - History Channel (geschiedenis)
  - SciFi
  - AXN (filmzender)
  - 13th Street (filmzender)
  - Gute Laune TV (schlager, "volksmusik")
  - National Geographic Channel (documentaties)
  - Focus Gesundheit
  - MGM Television (filmzender)
  - G-TV (computer, internet)
  - Premiere Serie
  - Classica (opera, klassieke muziek)

## Internationaal
- DWTV - Deutsche Welle - internationale omroepmaatschappij
- Euronews - Europese nieuwskanaal, met medewerking van SSR
- Eurosport (Pan Europees)